# Pseudorhipsalis
Pseudorhipsalis ist eine Pflanzengattung aus der Familie der Kakteengewächse (Cactaceae). Der botanische Name der Gattung leitet sich vom griechischen Verb „ψεύδω“ (pseudo) für täuschen ab und bedeutet Täuschende Rhipsalis.

## Beschreibung
Die Arten der Gattung Pseudorhipsalis sind strauchig mit hängenden Trieben und wachsen epiphytisch oder gelegentlich lithophytisch. Die Triebe sind zunächst drehrund, darüber abgeflacht und blattartig. Die Ränder sind eingekerbt und ohne Dornen.
Die kurz trichterförmigen oder radförmigen Blüten sind weiß bis gelblich weiß und 7 bis 35 Millimeter lang. Sie öffnen sich am Tag. Die Blütenröhre ist lang oder kurz, aber deutlich erkennbar. Auf dem Perikarpell und der Blütenröhre befinden sich einige wenige Schuppen. Die beerenartigen, ei- bis kugelförmigen Früchte sind weißlich und häufig purpurfarben überhaucht. Sie sind bis 10 Millimeter lang und mehr oder weniger kahl. Die eiförmigen, glatten Samen sind dunkelbraun.

## Verbreitung und Systematik
Die Gattung Pseudorhipsalis ist in Mittelamerika und der Karibik verbreitet.
Die Erstbeschreibung erfolgte 1923 durch Nathaniel Lord Britton und Joseph Nelson Rose. Die Typusart der Gattung ist Pseudorhipsalis alata.

### Systematik nach N.Korotkova, Borsch und S.Arias (2017) und  N.Korotkova et al. (2021)
In ihrer Synopsis der Tribus Hylocereeae akzeptieren Nadja Korotkova, Thomas Borsch und Salvador Arias 2017 die folgenden Arten:
- Pseudorhipsalis acuminata Cufod.
- Pseudorhipsalis alata (Sw.) Britton & Rose
- Pseudorhipsalis amazonica (K.Schum.) Ralf Bauer
  - Pseudorhipsalis amazonica subsp. amazonica
  - Pseudorhipsalis amazonica subsp. chocoensis Ralf Bauer
  - Pseudorhipsalis amazonica subsp. panamensis (Britton & Rose) Ralf Bauer
- Pseudorhipsalis himantoclada (Rol.-Goss.) Britton & Rose
- Pseudorhipsalis lankesteri (Kimnach) Barthlott

Synonyme der Gattung sind Wittia K.Schum. (1903, nom. illeg.), Wittiocactus Rauschert (1982) und Disisorhipsalis Doweld (2002).

### Systematik nach Anderson/Eggli (2005)
Laut Edward F. Anderson (2005) gehören die folgenden Arten zur Gattung:
- Pseudorhipsalis acuminata Cufod.
- Pseudorhipsalis alata (Sw.) Britton & Rose
- Pseudorhipsalis amazonica (K.Schum.) Ralf Bauer
  - Pseudorhipsalis amazonica subsp. amazonica
  - Pseudorhipsalis amazonica subsp. chocoensis Ralf Bauer
  - Pseudorhipsalis amazonica subsp. panamensis (Britton & Rose) Ralf Bauer
- Pseudorhipsalis himantoclada (Rol.-Goss.) Britton & Rose
- Pseudorhipsalis horichii (Kimnach) Barthlott = Pseudorhipsalis acuminata Cufod.
- Pseudorhipsalis lankesteri (Kimnach) Barthlott
- Pseudorhipsalis ramulosa (Salm-Dyck) Barthlott ≡ Kimnachia ramulosa (Salm-Dyck) S.Arias & N.Korotkova

Synonyme der Gattung sind Wittia K.Schum. (1903, nom. illeg.) und Wittiocactus Rauschert (1982).

## Botanische Geschichte
Karl Moritz Schumann beschrieb 1903 eine neue Gattung Wittia, die jedoch nach Artikel 53.1 des Internationalen Code der Botanischen Nomenklatur ungültig publiziert wurde, da bereits die Algengattung Wittia Pantocsek (1889) bestand. Stephan Rauschert (1931–1986) ersetzte 1982 diesen Namen mit dem neuen Namen (nom. nov.) Wittiocactus.
Myron William Kimnach ordnet die Arten der Gattung Pseudorhipsalis in die Gattung Disocactus ein. Die Internationale Kakteensystematikgruppe der Internationalen Organisation für Sukkulentenforschung folgte jedoch dem Herangehen von Wilhelm Barthlott, der Pseudorhipsalis als eigenständig ansieht.

## Nachweise